# Nothrus lasebikani
Nothrus lasebikani är en kvalsterart som beskrevs av Badejo, Woas och Beck 2002. Nothrus lasebikani ingår i släktet Nothrus och familjen Nothridae. Inga underarter finns listade i Catalogue of Life.